# Port lotniczy Ałykiele
Port lotniczy Ałykiele (ros: Аэропорт Алыкель, IATA: NSK, ICAO: UOOO) - międzynarodowy port lotniczy położony 35 km na zachód od Norylska, w Kraju krasnojarskim, w Rosji. Port lotniczy jest czynny 24 h na dobę.

## Kierunki lotów i linie lotnicze
| Linia lotnicza | Kierunek |
| -------------- | --- |
| Aerofłot       | 1. Krasnojarsk |
| KrasAvia       | 1. Dikson 2. Chatanga 3. Nowy Urengoj |
| NordStar       | 1. Abakan 2. Baku 3. Krasnojarsk 4. Moskwa-Domodiedowo 5. Nowosybirsk 6. Omsk (od 24 maja 2024) 7. Sankt Petersburg 8. Soczi 9. Ufa 10. Jekaterynburg Sezonowo: 1. Nowy Urengoj |
| S7 Airlines    | 1. Irkuck 2. Moskwa-Domodiedowo 3. Nowosybirsk |
| UTair Aviation | Sezonowo: 1. Krasnojarsk 2. Surgut |